# Kemerowo
Kemerowo (russisch Ке́мерово) [ˈkʲemʲɪrəvə], auch Kemerovo, ist eine Stadt im Westen Sibiriens in Russland an der Tom. Sie hat 532.981 Einwohner (Stand 14. Oktober 2010).
Kemerowo ist die Hauptstadt der 1943 gegründeten Oblast Kemerowo, die die geografische Region des Kusnezker Kohlebeckens (kurz Kusbass) umfasst. Die Kohlevorkommen des Kusnezker Beckens wurden 1721 von Michailo Wolkow entdeckt. Ihm ist ein Platz mit einem Denkmal im Stadtzentrum von Kemerowo gewidmet.

## Geschichte

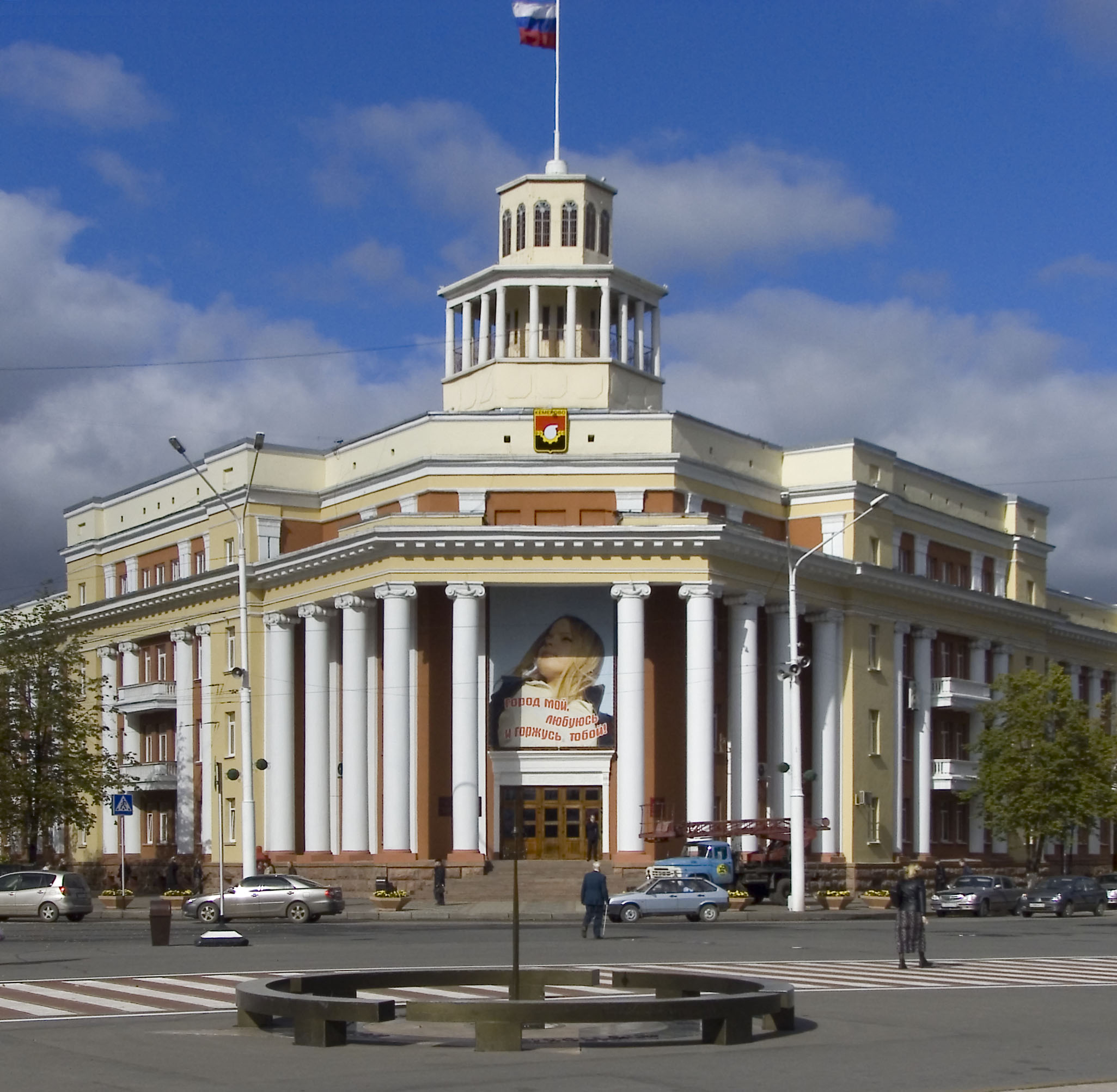
Stadtparlament

Die Stadt Kemerowo wuchs aus mehreren Dörfern zusammen. 1859 befanden sich auf dem Territorium der heutigen Stadt sieben Dörfer: Schtscheglowo (Щеглово), Kemerowo (bekannt seit 1734), Jewsejewo (Евсеево), Krasny Jar (Красный Яр), Kur-Iskitim (Кур-Искитим), Dawydowo (Давыдово) und Borowaja (Боровая).
Schtscheglowo wurde 1918 in Schtscheglowsk (Щегловск) umbenannt und erhielt die Stadtrechte. Seit 1932 heißt die Stadt Kemerowo. 1921 wurde zur Förderung der Industrialisierung die Autonome Industriekolonie Kusbass gegründet.
In Kemerowo bestand das Kriegsgefangenenlager 503 für deutsche Kriegsgefangene des Zweiten Weltkriegs.
Am 25. März 2018 kam es in dem 2013 errichteten Einkaufs- und Erlebniszentrum Simnjaja Wischnja zu einem Großbrand, bei dem die Decke über zwei Kinosälen einstürzte. Mehr als 200 Menschen wurden evakuiert, mindestens 64 Menschen kamen ums Leben.

### Bevölkerungsentwicklung
| Jahr | Einwohner |
| ---- | --------- |
| 1939 | 132.824   |
| 1959 | 277.671   |
| 1970 | 384.989   |
| 1979 | 470.640   |
| 1989 | 520.263   |
| 2002 | 484.754   |
| 2010 | 532.981   |
| 2021 | 557.119   |

Anmerkung: Volkszählungsdaten

## Flagge von Kemerowo
Das Wappen der Stadt Kemerowo ist ein Wappenschild der französischen Form. Das Schild ist in zwei Felder von roter und schwarzer Farbe unterteilt. In der Mitte des Schildes befindet sich ein Bild einer chemischen Retorte (Destilliergefäß), die Teile der Ausrüstung bedeckt. Oben auf dem Schild steht der Name der Stadt – Kemerowo. Das Bild einer stilisierten chemischen Retorte, Teile des Getriebes symbolisieren die chemische Industrie und den Maschinenbau – die Hauptrichtungen der industriellen Entwicklung der Stadt. Das goldene Zahnrad symbolisieren die Fruchtbarkeit des Landes, die mit der Verwendung von Mineraldünger verbunden ist, der in den chemischen Unternehmen der Stadt hergestellt wird.
Die unterschiedlichen verwendeten Farben tragen eine gewisse semantische Last. Rot – Mut, Souveränität, Ruhm, Blutvergießen für das Vaterland, Energie, Stärke. Schwarz – symbolisiert Kohle, den Hauptreichtum der Region, deren Zentrum Kemerowo ist. Gelb (Gold) ist ein Symbol für Reichtum, Gerechtigkeit, Barmherzigkeit, Großzügigkeit, Beständigkeit, Stärke, Treue.

## Wappen von Kemerowo
Das Wappen der Stadt Kemerowo wurde 2004 genehmigt. Es ist ein Bild eines Denkmals für den Entdecker der Kuznetsk-Kohle Michail Volkov, das 1968 in Kemerowo am Tag des 50. Jahrestages der Kemerowo-Mine auf dem nach diesem sibirischen Erzforscher des 18. Jahrhunderts benannten Platz aufgestellt wurde. Volkovs Skulptur ist auf einem Fragment eines als Felsen stilisierten Sockels vor dem Hintergrund eines Dreiecks dargestellt, das eine Kohlenhalde symbolisiert. Das Dreieck ist in zwei Farben ausgeführt - schwarz (unterer linker Teil des Dreiecks) und grün. Die Inschrift "KEMEROVO" befindet sich diagonal auf der linken Seite des Dreiecks. Auf dem schwarzen Teil des Dreiecks steht das Gründungsjahr der Stadt – die Zahl „1918“.

## Verkehr

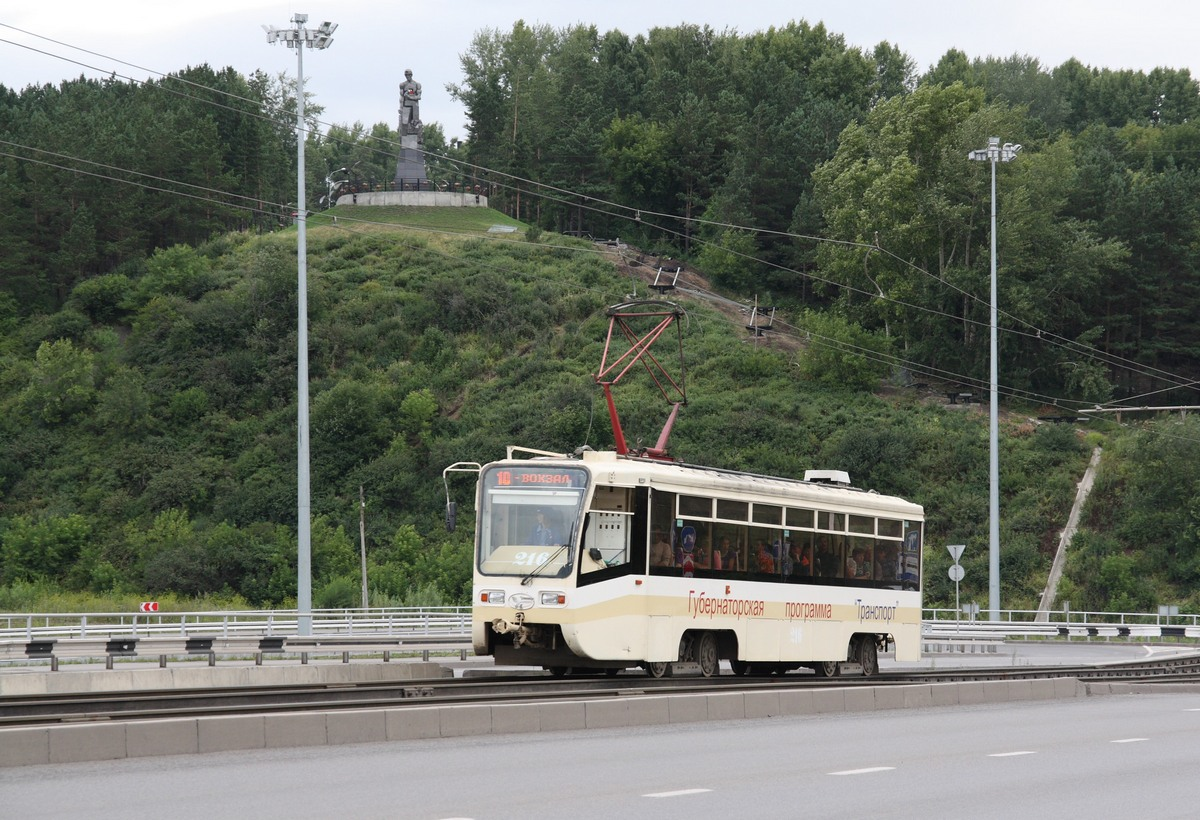
Eine Straßenbahn in Kemerowo

Kemerowo verfügt über einen Flughafen mit internationaler Anbindung (IATA: KEJ) und eine bereits am 11. April 1940 in Betrieb genommene Straßenbahn. Nach Moskau ist die Stadt über eine Zweigstrecke der Transsibirischen Eisenbahn verbunden. Außerdem liegt Kemerowo an der russischen Fernstraße R255, die Teil der transkontinentalen Straßenverbindung von Moskau nach Wladiwostok ist.

## Sport
In Sibirien ist die Stadt auch bekannt durch den Fußballklub Kusbass Kemerowo, der in der zweiten russischen Division (Zone Ost) spielt. Der Eishockeyklub der Stadt heißt Kusbass Kemerowo, der Volleyballverein VK Kusbass Kemerowo. Im Bandy wird die Stadt vom HK Kusbass Kemerowo repräsentiert.
Im Chimik-Stadion von Kemerowo wurde die Bandy-Weltmeisterschaft 2007 ausgetragen.
Kemerowo hat einen Fallschirmsportverein, bei einem Unfall kamen vier Fallschirmspringer beim Absturz eines zweimotorigen Let L-410 Absetzflugzeugs um, 17 weitere Fallschirmspringer wurden verletzt.

## Wirtschaft
Die Struktur der Kemerower Wirtschaft ist von Dienstleistungen geprägt, insbesondere durch den öffentlichen Sektor (Bildung, Gesundheit, öffentliche Verwaltung). Auch die verarbeitende Industrie einschließlich der Lebensmittelindustrie, der chemischen Industrie und der Herstellung von Koks sind gut entwickelt.
Die größten Unternehmen sind:
- Kuzbassrazrezugol (Hauptbüro) – Russisches Bergbauunternehmen[6]
- Kuzbassenergo – Russisches Energieunternehmen[7], über eine Holdingstruktur im Besitz von Andrei Igorewitsch Melnitschenko
- Chimprom – Chemiewerk. Es produziert Chlor, Säuren, organische Syntheseprodukte, Autopflegeprodukte, Kühlmittel.[8]
- Koks-Chemiewerk. Es produziert Koks und Benzol.[9]
- SIBPLAZ (Hauptbüro) – Russische branchenübergreifende Holdinggesellschaft, tätig im Bereich der Gewinnung und Verarbeitung von Mineralien mit integrierten Betrieben des Bergbaus, der Verarbeitung, Chemie, Energie, Maschinenbau, Logistik und Marketing-Aktivitäten.
- Orton – größter Hersteller von geosynthetischen Materialien (Geokunststoffe) im asiatischen Teil Russlands[10]
- Azot – größter Hersteller von Stickstoffdünger in Russland[11]
- Kemerowochleb – Brotfabrik[12]
- Kemerowoer Mjasokombinat – Fleischverarbeitungsbetrieb[13]
- Bauernhof von Wolkow – Fleischverarbeitungsbetrieb
- Kemerowoer Milchwerk[14]
- Tokem – einziger großer Hersteller von Ionenaustauschharz in Russland[15]
- Kusbasspharma – Pharmalogistik[16]
- Rezinotechnika – Einkaufszentrum[17]
- Podorognik (Подорожник) – Fast-Food-Kette[18]

## Weiterführende Bildungseinrichtungen

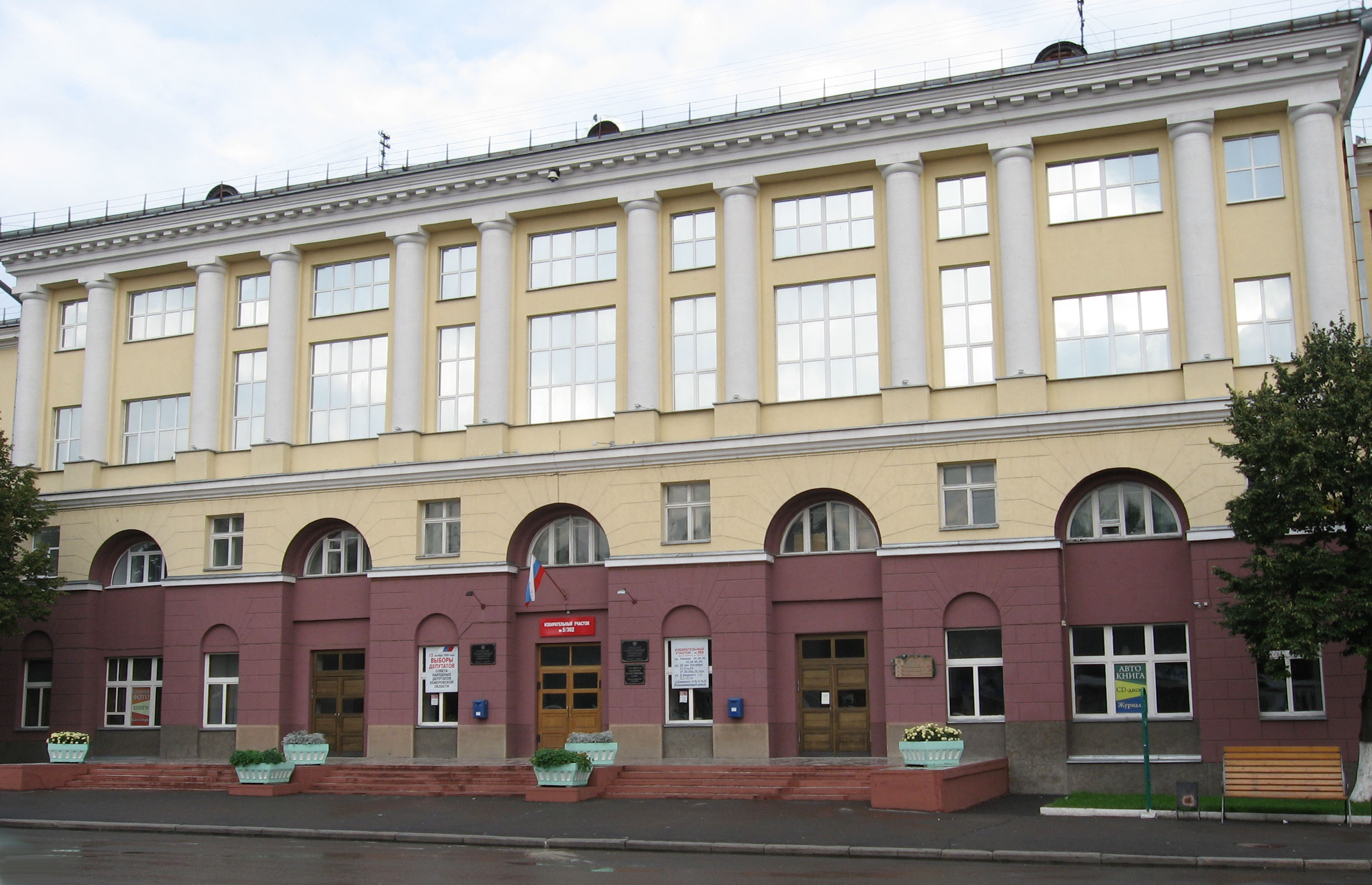
Staatliche Technische Universität des Kusbass

- Abteilung für Fernausbildung Kemerowo des Omsker Juristischen Instituts des Innenministeriums Russlands
- Filiale der Militäruniversität für Fernmeldewesen
- Filiale der Staatlichen Handelsuniversität Moskau
- Filiale der Nowosibirsker Staatlichen Agraruniversität
- Filiale des Nowosibirsker Landwirtschaftlichen Instituts
- Institut für Ökonomie und Recht des Kusbassgebiets
- Kemerower staatliche Hochschule der Kultur[19]
- Landwirtschaftliches Institut Kemerowo Nowosibirsker Staatlicher Agraruniversität
- Staatliche Medizinakademie Kemerowo[20]
- Staatliche Technische Universität des Kusbass[21]
- Staatliche Universität Kemerowo[22]
- Technologische Hochschule für Lebensmittelindustrie Kemerowo
- Zentrum für deutsche Sprache, Partner des Goethe-Instituts[23]

## Städtepartnerschaften

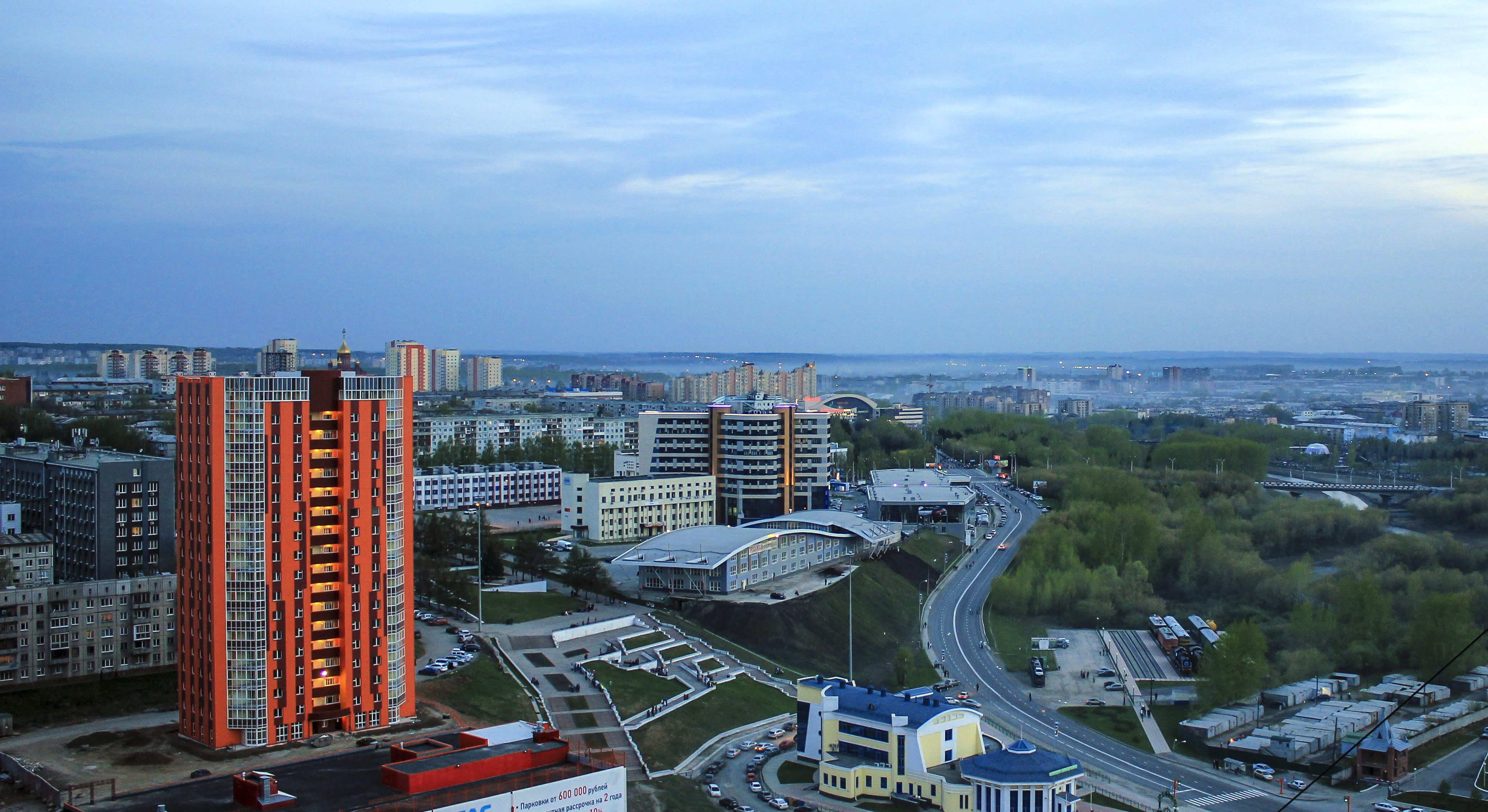
Blick über Kemerowo

- Salgótarján, Ungarn

## Söhne und Töchter der Stadt
- Sergei Kusnezow (1918–2010), Zehnkämpfer
- Alexei Leonow (1934–2019), Kosmonaut, erster Mensch, der sein Raumschiff verließ und frei im Weltraum schwebte
- Ludmila Thomas (* 1934), deutsche Historikerin
- Gennadi Mesjaz (* 1936), Physiker
- Albertina Kolokolzewa (* 1937), Eisschnellläuferin
- Witali Schentalinski (1939–2018), Schriftsteller, Journalist und Literaturhistoriker
- Antoschka (* 1954), Clown
- Wladimir Makejew (* 1957), Skirennläufer
- Lena Hades (* 1959), Malerin, Schriftstellerin und Fotografin
- Wjatscheslaw Iwanenko (* 1961), Leichtathlet und Olympiasieger
- Jelena Sintschukowa (* 1961), Weit- und Dreispringerin
- Juri Arbatschakow (* 1966), Boxer
- Jewgeni Grischkowez (* 1967), Erzähler, Theater-Regisseur, Autor und Schauspieler
- Sergei Saifulin (* 1968), Beachvolleyballspieler
- Dmitri Medwedew (1970–2005), Oberstleutnant im Nordkaukasus, Held der Russischen Föderation
- Jelena Grudnewa (* 1974), Turnerin
- Slava Mogutin (* 1974), Journalist, Autor und Fotograf
- Natalja Sjatikowa (* 1974), russisch-belarussische Skilangläuferin
- Wera Sjatikowa (* 1974), russisch-belarussische Skilangläuferin
- Dmitri Islamow (* 1977), Politiker und Abgeordneter der Duma (Einiges Russland)
- Jelena Prochorowa (* 1978), Leichtathletin
- Alexander Alexandrowitsch Derewjagin (* 1979), Leichtathlet
- Roman Weilert (* 1979), deutscher Eishockeyspieler
- Anastasia Oberstolz-Antonova (* 1981), italienische Rennrodlerin
- Anton Kalinitschenko (* 1982), Skispringer
- Olga Lewenkowa (* 1984), Siebenkämpferin
- Anton Korobow (* 1985), ukrainischer Schachspieler und internationaler Schachgroßmeister
- Marina Gontscharowa (* 1986), Siebenkämpferin
- Andreas Beck (* 1987), Russlanddeutscher, deutscher Fußballnationalspieler
- Nadeschda Sergejewa (* 1987), Bobsportlerin
- Artjom Nytsch (* 1995), Radrennfahrer
- Maxim Tschigajew (* 1996), Schachspieler
- Nikolai Knyschow (* 1998), Eishockeyspieler
- Wjatscheslaw Gruljow (* 1999), Fußballspieler

## Klimatabelle
|                       | Jan   | Feb   | Mär   | Apr  | Mai  | Jun  | Jul  | Aug  | Sep  | Okt  | Nov   | Dez   |   |      |
| Mittl. Tagesmax. (°C) | −13,3 | −10,7 | −2,9  | 7,1  | 16,9 | 23,2 | 25,4 | 22,2 | 16,2 | 5,7  | −4,4  | −10,8 | ⌀ | 6,3  |
| Mittl. Tagesmin. (°C) | −22,8 | −21,9 | −14,2 | −3,6 | 3,5  | 9,8  | 12,2 | 9,8  | 4,3  | −2,6 | −12,4 | −20,0 | ⌀ | −4,7 |
|                       |       |       |       |      |      |      |      |      |      |      |       |       |   |      |
| Niederschlag (mm)     | 25    | 20    | 17    | 24   | 44   | 62   | 63   | 66   | 34   | 40   | 34    | 27    | Σ | 456  |
|                       |       |       |       |      |      |      |      |      |      |      |       |       |   |      |
| Regentage (d)         | 8     | 6     | 6     | 7    | 9    | 10   | 9    | 11   | 8    | 11   | 9     | 8     | Σ | 102  |

| −22,8 |

| −21,9 |

| −14,2 |

| −3,6 |

| 3,5 |

| 9,8 |

| 12,2 |

| 9,8 |

| 4,3 |

| −2,6 |

| −12,4 |

| −20,0 |

| −22,8 |

| −21,9 |

| −14,2 |

| −3,6 |

| 3,5 |

| 9,8 |

| 12,2 |

| 9,8 |

| 4,3 |

| −2,6 |

| −12,4 |

| −20,0 |

## Sonstiges
Der Asteroid (2140) Kemerovo trägt seit 1982 den Namen der Stadt.